# Notodonta grummi
Notodonta grummi är en fjärilsart som beskrevs av Hugo Theodor Christoph 1885. Notodonta grummi ingår i släktet Notodonta och familjen tandspinnare. Inga underarter finns listade i Catalogue of Life.